# 熊本県道207号瀬田竜田線
熊本県道207号瀬田竜田線（くまもとけんどう207ごう せたたつだせん）は、熊本県阿蘇郡南阿蘇村から熊本市北区に至る一般県道である。

## 概要
白川の北側を並行している。
行楽シーズンや休日などに国道57号が渋滞しているときは、当県道を抜け道として利用する車が多い。

### 路線データ
- 起点：熊本県阿蘇郡南阿蘇村大字立野[注釈 2]（阿蘇口交差点、国道57号交点）
- 終点：熊本県熊本市北区龍田7丁目（龍田九丁目交差点、熊本県道337号熊本菊陽線交点）

## 路線状況

### 重複区間
- 熊本県道208号外牧大林線（菊池郡大津町大字大林）
- 熊本県道225号山西大津線（菊池郡大津町大字森）
- 熊本県道202号矢護川大津線（菊池郡大津町大字陣内・大津町陣内交差点 - 菊池郡大津町大字下町・下町交差点）
- 国道443号（菊池郡大津町大字下町・下町交差点 - 菊池郡菊陽町大字久保田・菊陽町久保田交差点）
- 熊本県道209号曲手原水線（菊池郡菊陽町大字久保田）
- 熊本県道138号辛川鹿本線（菊池郡菊陽町大字津久礼）

## 地理

### 通過する自治体
- 阿蘇郡南阿蘇村
- 菊池郡大津町
- 菊池郡菊陽町
- 熊本市（北区）

### 交差する道路
| 交差する道路                                                                             | 市町村名 | 市町村名 | 交差する場所 | 交差する場所            |
| ---------------------------------------------------------------------------------------- | -------- | -------- | ------------ | ----------------------- |
| 国道57号                                                                                 | 阿蘇郡   | 南阿蘇村 | 大字立野     | 阿蘇口交差点 / 起点     |
| 熊本県道145号瀬田熊本線                                                                  | 菊池郡   | 大津町   |              |                         |
| 熊本県道208号外牧大林線 重複区間起点                                                     | 菊池郡   | 大津町   | 大字大林     |                         |
| 熊本県道208号外牧大林線 重複区間終点                                                     | 菊池郡   | 大津町   | 大字大林     |                         |
| 熊本県道225号山西大津線 重複区間起点                                                     | 菊池郡   | 大津町   | 大字森       |                         |
| 熊本県道225号山西大津線 重複区間終点                                                     | 菊池郡   | 大津町   | 大字森       |                         |
| 熊本県道202号矢護川大津線 重複区間起点 熊本県道211号岩坂陣内線                           | 菊池郡   | 大津町   | 大字陣内     | 大津町陣内交差点        |
| 国道443号 重複区間起点 熊本県道36号熊本益城大津線 熊本県道202号矢護川大津線 重複区間終点 | 菊池郡   | 大津町   | 大字下町     | 下町交差点              |
| 国道443号 重複区間終点                                                                   | 菊池郡   | 菊陽町   | 大字久保田   | 菊陽町久保田交差点      |
| 熊本県道209号曲手原水線 重複区間起点                                                     | 菊池郡   | 菊陽町   | 大字久保田   |                         |
| 熊本県道209号曲手原水線 重複区間終点                                                     | 菊池郡   | 菊陽町   | 大字久保田   |                         |
| 熊本県道138号辛川鹿本線 重複区間起点                                                     | 菊池郡   | 菊陽町   | 大字津久礼   |                         |
| 熊本県道138号辛川鹿本線 重複区間終点                                                     | 菊池郡   | 菊陽町   | 大字津久礼   |                         |
| 熊本県道235号益城菊陽線                                                                  | 熊本市   | 北区     | 弓削6丁目    | 龍田町弓削交差点        |
| 熊本県道231号託麻北部線                                                                  | 熊本市   | 北区     | 弓削6丁目    | 龍田町弓削交差点        |
| 熊本県道337号熊本菊陽線                                                                  | 熊本市   | 北区     | 龍田7丁目    | 龍田九丁目交差点 / 終点 |

### 沿線
- JR九州豊肥本線
  - 瀬田駅 - 三里木駅 - 光の森駅 - 武蔵塚駅
- 白川
- 大津警察署
  - 錦野駐在所
  - 津久礼駐在所
- 大津町立大津南小学校
- 菊陽町立菊陽中部小学校
- 菊陽町役場
- 北区役所龍田出張所
- 武蔵塚